# Henriette Vogel
 (juin 2018).
Si vous disposez d'ouvrages ou d'articles de référence ou si vous connaissez des sites web de qualité traitant du thème abordé ici, merci de compléter l'article en donnant les références utiles à sa vérifiabilité et en les liant à la section « Notes et références ».
Pour les articles homonymes, voir Vogel.
Adolphine Sophie Henriette Vogel, née Keber le 9 mai 1780 à Berlin et morte le 21 novembre 1811, fut l'égérie de Heinrich von Kleist. Atteinte d'un cancer dans une phase avancée, elle accompagne le poète dans son suicide, au bord du lac Wannsee, près de la route de Berlin à Potsdam.

## Biographie
Fille du commerçant Carl Adolph Keber (1746–1815) et de son épouse Caroline-Marie Tugendreich née Saft (1749–1803), Henriette se mariait avec le percepteur Friedrich Ludwig Vogel (1773–1843) en 1799. Déjà gravement malade, elle faisait connaissance de Heinrich von Kleist vers 1809, probablement par son ami Adam Müller, un ancien compagnon de son mari au lycée berlinois du monastère franciscain. Les deux ont partagé la même passion pour les beaux-arts, la poésie et la musique.
Le 20 novembre 1811, Henriette Vogel et Heinrich von Kleist se donnent rendez-vous au Wannsee, où ils ont passé la nuit dans une auberge en écrivant des lettres d'adieu. Le lendemain après-midi, ils se donnent la mort ; Kleist tue Henriette puis retourne l'arme contre soi. Tous deux ont été enterrés sur place.